# سرمج شائع
آذريون أو سَرْمج شائع أو سِرَاجِيَّة أو قصب ذهبي أو خوخ الماء أو سراجية أو صَفْراء أو سراج القُطْرب أو خُويجة أو عود الريح أو سربح شائع هو نوع من السرمج من النباتات المزهرة العشبية المعمرة في فصيلة الربيعية. مهدها الأراضي الرطبة والمروج الرطبة والغابات في جنوب شرق أوروبا. إنه نبات طويل القامة له عادة منتصبة يطول من متر إلى متر ونصف له عناقيد منتصبة من أزهار صفراء بارزة.:519 تفتقر حتار البتلات إلى هامش الشعر الذي شوهد في السرمج المنقط و الكأس المشعرة لها هامش برتقالي واضح. :114 يستمر ازهراره من يونيو حتى أغسطس في الجزر البريطانية. الأوراق معاكسة، بيضاوية إلى سنانية الشكل ومرقطة بغدد برتقالية شفافة. ينتشر عن طريق الجذور مكونًا بقعًا واسعة النطاق ويعتبر أحيانًا نبات غازيًا خارج نطاقه الأصلي.

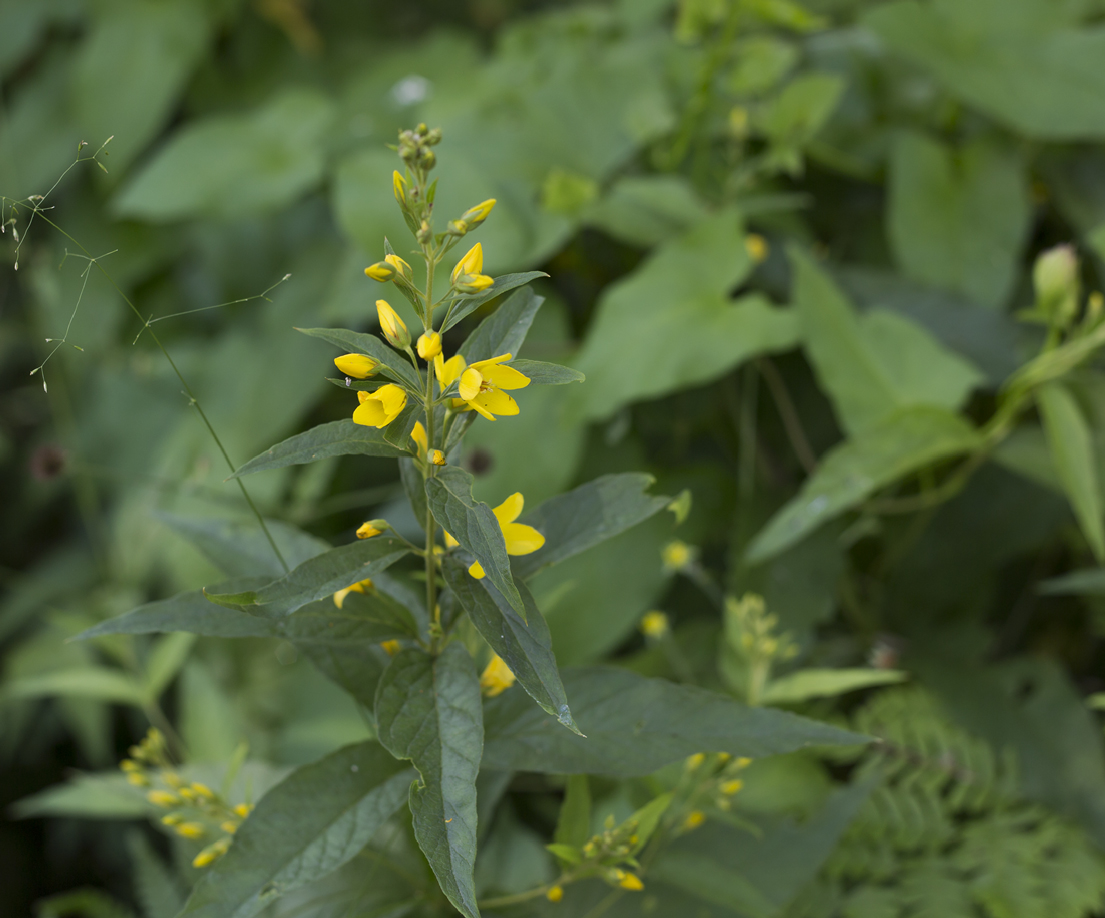
سرمج شائع في السويد.